# Louis Aron
Pour les articles homonymes, voir Aron.
Louis Aron, né le 14 octobre 1888 à La Rochelle et mort le 18 juin 1987 à Paris 14e, contribue, en qualité de directeur de la maison de refuge pour l'enfance israélite à sauver la vie de nombreuses jeunes filles juives durant la Shoah.

## Biographie
Louis Aron est né en 1888 à La Rochelle en Charente-Inférieure. Il fait une licence ès sciences. Lieutenant de réserve, il combat durant la Première Guerre mondiale.

### Commissaire des Éclaireurs de France
De 1930 à 1939, Louis Aron est commissaire des éclaireurs de France.

### Directeur de la maison israélite de refuge pour l'enfance
De 1939 à 1946, Louis Aron dirige la maison de refuge pour l'enfance israélite, avec l'aide de son épouse Yvonne. Il dirige le refuge à Neuilly-sur-Seine en 1939 puis, dans la Creuse, d'abord à Crocq de 1939 à 1942 et ensuite au Château de Chaumont (Mainsat),.
Avec l'aide de Joseph Millner, la comptabilité des enfants est maquillée, en dépit des ordres reçus de l'UGIF. Une centaine de jeunes filles de 5 ans à 20 ans sont protégées. Aucune n'est arrêtée durant la guerre.

### Après la Guerre
Après la guerre, il devient correcteur d'imprimerie, employé à l'INSEE.
Il meurt le 18 juin 1987 à 98 ans dans le quartier du Montparnasse.

## Œuvre
- Louis Aron, Journal de Louis Aron, directeur de la Maison israélite de refuge pour l'enfance : Neuilly-sur-Seine, 1939, Crocq Creuse, 1939-1942, Chaumont Creuse, 1942-1944, Beate Klarsfeld Foundation, 1998 (lire en ligne)

## Distinctions
- Croix de Guerre 1914-1918[5]
- Chevalier de la Légion d'honneur[5]

## Hommage
- Une rue de Crocq (Creuse) est nommée Louis Aron[7].